# 乌鲁木齐京剧院
乌鲁木齐京剧院是位于中国新疆维吾尔自治区乌鲁木齐市天山区的剧院，是乌鲁木齐市京剧团（新疆京剧团）的驻场演出地。乌鲁木齐京剧院由哈尔滨工业大学建筑设计研究院设计。于2018年修建，次年建成并完成首演。乌鲁木齐京剧院总建筑面积22700平方米，可容纳超千名观众。
乌鲁木齐京剧院既可上演京剧，也能够作为其他曲艺、舞蹈等多种艺术节目。

## 历史
乌鲁木齐京剧院建成前，乌鲁木齐市京剧团（新疆京剧团）与乌鲁木齐艺术剧院共用乌鲁木齐剧院作为驻场演出地。2017年，中国共产党乌鲁木齐市委员会书记徐海荣调研视察乌鲁木齐市京剧团（新疆京剧团）后，乌鲁木齐市文化局召开局长办公会议，会中拟定新建既能满足乌鲁木齐市京剧演出需求，也能接纳其他戏曲剧种以及其他艺术演出等需求的乌鲁木齐京剧院。
由哈尔滨工业大学建筑设计研究院设计的乌鲁木齐京剧院于2018年6月动工修建。2019年8月，乌鲁木齐京剧院建成并完成首场公演。京剧院建成后，乌鲁木齐市京剧团（新疆京剧团）将其作为驻场演出地。

## 建筑

### 建筑设计
乌鲁木齐京剧院位于中国新疆维吾尔自治区乌鲁木齐市天山区明华街，为延安路与明华交界处的三角形用地内。剧院中轴对称，七开间。用地面积超过15000平方米，总建筑面积超22000平方米，其中地上建筑超15000平方米，地下建筑面积近7000平方米。
乌鲁木齐京剧院的建筑理念为“中正平稳、开放融合”。采用“四方”、“四合”概念，意喻汇聚四方、开放以及融合四方来客，天人合一。建筑屋顶为四重檐顶，层层退距。屋顶层间柱采用斗与拱部件意向的结合，并将曲线斗拱变为直线。斗拱处写有篆体汉字“四合”。建筑沿街外立面采用有折扇的形式。建筑入口采用纯铜（紫铜）制造。建筑整体以朱红色为主。内部天棚为五排方形藻井顶，每个藻井分四层。

### 功能布局
乌鲁木齐京剧院内部可按前、后分为两部分。其一层前区包括剧场观众厅及售票厅、咖啡厅等辅助设施。后区包括演员化妆区、演员休息区等。二层前区主要为剧场观众厅、入口门厅。大厅两侧为文创展示区和京剧文化展览区，文创展示区展出、售卖包括京剧脸谱摆件、水杯、充电宝等文创产品，京剧文化展览区展出蟒袍、驸马袍、凤冠霞帔、女靠等自乌鲁木齐市京剧团1955年正式成立时定制的戏服。二层后区包括演员排练区、服装区、演员休息区等。三层前区是剧场楼座所在地，后区包括排练厅及演员休息区。大剧场有1006座，其主舞台台口16米，另有两个侧台。四层为办公区和小剧场。小剧场有44座，不过可根据需求改变坐席数量。停车场、设备用房、库房等设施位于地下一层。京剧院有超过一千组的舞台灯光、20米×8米的纱幕、3D投影仪、180平方米LED主屏等设施。

## 演出活动
作为乌鲁木齐市京剧团（新疆京剧团）的驻场演出地，京剧团排演的京剧现代戏《石榴红了》、京剧传统剧目《穆桂英挂帅》等会在乌鲁木齐京剧院上演。乌鲁木齐京剧院也会作为乌鲁木齐戏曲艺术节、新疆国际民族舞蹈节的主办场所。